# فرودگاه مالون-دوفورت
فرودگاه مالون-دوفورت (به انگلیسی: Malone-Dufort Airport) یک فرودگاه همگانی بهره‌برداری هوایی است که یک باند فرود آسفالت دارد و طول باند آن ۱۲۱۹ متر است. این فرودگاه در کشور ایالات متحده آمریکا قرار دارد و در ارتفاع ۲۴۱ متری از سطح دریا واقع شده است.